# Отель Насьональ де Куба
Отель Насьональ де Куба (исп. Hotel Nacional de Cuba) — историческая гостиница в Гаване, столице Кубы, в испанском эклектическом стиле, открытая в декабре 1930 года. Расположена на берегу моря в районе Ведадо, на холме Таганана, откуда открывается великолепный вид на Малекон, Гаванскую гавань и город.

## История

### Описание и строительство
В основании плана отеля Насьональ де Куба лежат два греческих креста. Из большинства его номеров открывается вид на океан. Его шесть этажей имеют по 74 номера и площадь в 5912 м². Восьмой (верхний) этаж включает в себя 66 комнат для гостей и площадь в 4675 м². В основании здание занимает территорию, вписывающуюся в прямоугольник 523 фута (159 м) на 265 футов (81 м). Основу структуры здания составляет железный каркас, в то время как его декоративные элементы, включая детали на первом этаже, колонны, облицовки стен и многие другие, выполнены из кораллового известняка. Отель был построен американской инженерной фирмой Purdy and Henderson и спроектирован нью-йоркской архитектурной фирмой McKim, Mead & White. Он сочетает в себе множество архитектурных стилей, включая севильский, древнеримский, мавританский и ар-деко. Входной портик, выполненный в палладианском стиле, включает две стилизованные колонные капители и угловые кладки, сделанные из кораллового известняка. Строительство отеля финансировалось Национальным городским банком Нью-Йорка.
Отель был построен за 14 месяцев на холме Таганана, на месте артиллерийской батареи Санта-Клара, история которой восходит к 1797 году. Часть её была сохранена в садах отеля, включающая в себя два больших береговых орудия, датируемых концом XIX века.

### Американская эпоха
Отель открылся как Национальный отель Кубы 30 декабря 1930 и управлялся американскими менеджерами отелей Плаза, Савой-Плаза и Копли-Плаза.
В 1933 году, после переворота Фульхенсио Батисты 4 сентября того же года против переходного правительства, отель служил резиденцией для Самнера Уэллеса, специального посланника президента США Франклина Рузвельта, отправленного на Кубу для посредничества в кризисе, а также стал местом кровавой осады, в которой офицерам кубинской армии, сыгравшим важную роль в свержении Херардо Мачадо 12 августа 1933 года, противостояли низшие чины и солдаты кубинской армии. Их последняя решительная атака на отель (2 октября 1933 года) причинила значительный ущерб зданию, включая следы от снарядов и пулевые отверстия, и вошла в историю как битва за отель Насьональ де Куба.
Чикагский девелопер Арнольд Киркеби приобрёл отель в начале 1940-х годов и управлял им более 10 лет в рамках своей сети отелей Kirkeby. В отеле происходили встречи мафиози. В декабре 1946 года в отеле состоялась Гаванская конференция, встреча лидеров американского преступного мира под руководством Лаки Лучано и Меера Лански, в котором также приняли участие Санто Трафиканте-младший, Фрэнк Костелло, Альберт Анастазия, Вито Дженовезе и многие другие. Режиссёр Фрэнсис Форд Коппола изобразил эту конференцию в своём фильме «Крёстный отец 2».
В середине 1950-х Kirkeby Hotels продала отель нью-йоркскому девелоперу Уильяму Зекендорфу. К 1955 году Лански удалось убедить Батисту дать ему долю в Насьонале. В том же году InterContinental Hotels Group, принадлежащая Pan American World Airways, выкупила отель у Зекендорфа. Альфонс Ланда, известный вашингтонский адвокат, представлял Pan American World Airways и организовал одновременно для других клиентов приобретение акций в собственности отеля. Дейв Бек, президент Международного братства водителей грузовиков, и Рой Фрухауф из Fruehauf Trailer Corporation были скрытыми акционерами в течение по крайней мере двух лет. Фрюхауф продал свою долю в отеле в мае 1957 года; другие же инвесторы потеряли всё после прихода к власти Кастро. Лански планировал занять крыло 10-этажного отеля и создать роскошные апартаменты для игроков, делавших большие ставки. Батиста поддержал идею Лански, невзирая на возражения от американских экспатриантов, таких как Эрнест Хемингуэй. Под влиянием Лански было отремонтировано крыло большого вестибюля, включившее в себя бар, ресторан, демонстрационный зал и роскошное казино. Оно управлялось Лански и его братом Джейком, с Уилбуром Кларком в качестве формального управляющего. Оно было открыто в 1956 году выступлением Эрты Китт, которая стала первым чернокожим гостем в истории отеля. Казино и клубы сразу же стали очень успешными. Согласно неопубликованной статье, отправленной в Кубинский информационный архив в 1956 или 1957 году, «бар обслуживали местные бармены, а казино управляли джентльмены из Лас-Вегаса». К весне 1957 года казино, сданное в субаренду отелем за значительную арендную плату Лански, приносило столько же наличных, сколько и крупнейшие казино Лас-Вегаса. В конце 1958 года казино было продано Майклу Маклейни и Кэрроллу Розенблуму.

### После Кубинской революции
После Кубинской революции, в январе 1959 года, казино Гаваны были ненадолго закрыты, но были быстро открыты после протестов работников казино, оставшихся без работы. Фидель Кастро национализировал отель 20 марта 1960 года и окончательно закрыл казино в октябре 1960 года, почти через два года после свержения Батисты.
В саду отеля находится музей, посвящённый его роли в Карибском кризисе 1962 года, когда на месте батареи Санта-Клара были установлены зенитные орудия, а под зданием была построена обширная сеть туннелей, в настоящее время открытая для посещения во время экскурсий.
После многих лет запустения из-за упадка туризма после революции отель в основном использовался для размещения приезжих дипломатов и иностранных правительственных чиновников. Распад СССР в 1991 году вынудил Кубинскую коммунистическую партию, озабоченную валютными резервами, вновь открыть Кубу для туристов.

## Известные постояльцы
В 1956 году певец Нэт Кинг Коул заключил контракт на выступление на Кубе и хотел остановиться в отеле Насьональ де Куба, где ему в этом отказали из-за его чёрного цвета кожи. Ранее аналогичные истории произошли с Жозефиной Бейкер, Джо Луисом, Мариан Андерсон и Джеки Робинсоном. Коул исполнил свой контракт, дав концерт в клубе «Тропикана», имевший огромный успех. В следующем году он вернулся на Кубу для очередного своего концерта, исполнив множество песен на испанском языке. Сейчас в отеле Насьональ де Куба в его честь установлен бюст и музыкальный автомат.
Жан-Поль Сартр останавливался в отеле сразу после революции, в 1960 году, вместе со своей женой, философом Симоной де Бовуар. Пара взяла интервью у Че Гевары, и Сартр написал статью «Сартр посещает Кубу», которая была опубликована в Гаване в 1961 году, рассказывавшая о его опыте. Номер отеля, в котором он останавливался, с тех пор носит его имя.
Юрий Гагарин посещал Кубу в июле 1961 года, в том же году, когда он совершил свой полёт. В память о первом космонавте Земли 5 мая 2015 года в отеле установлен бюст.
За свою более чем 90-летнюю историю отель Насьональ де Куба принимал у себя множество важных и известных гостей, в том числе политиков, художников, актёров, спортсменов и писателей, таких как Уинстон Черчилль, герцог и герцогиня Виндзорские, Джимми Картер, Фрэнк Синатра, Ава Гарднер, Рита Хейворт, Микки Мэнтл, Джонни Вайсмюллер, Бастер Китон, Хорхе Негрете, Агустин Лара, Рокки Марчиано, Тайрон Пауэр, Ромуло Гальегос, Эррол Флинн, Джон Уэйн, Марлен Дитрих, Гэри Купер, Марлон Брандо, Эрнест Хемингуэй, Жан-Поль Сартр, учёный Александр Флеминг, губернатор Миннесоты Джесси Вентура и многочисленные иберо-американские главы государств и европейские монархи.

## Холм Таганана
Батарея Санта-Клара размещалась на вершине холма, который включал в себя одну из самых известных пещер на острове. Холм Таганана, расположенный в прибрежном обнажении Пунта-Брава недалеко от бухты Сан-Ласаро, получил своё название от пещеры на Канарских островах, где укрылась принцесса гуанчей Катайса. Эта 7-летняя девочка из Тагананы (остров Тенерифе) вместе с четырьмя другими подростками (Катайтой, Инопоной, Черохисой и Итхайсой) была захвачена и продана кастильцами в рабство в Валенсии в апреле 1494 года. Считается, что после этого она провела остаток своей жизни где-то в Испании в качестве менины при какой-то женщине из испанского высшего общества.
Кубинский писатель Сирило Вильяверде увековечил образ Катайсы своём произведении «Пещера Тагананы» (исп. La Cueva de Taganana).